# Петр Габровський
Петр Габровський (болг. Петър Димитров Габровски; 1898—1945) — болгарський політичний діяч, під час Другої світової війни тимчасово виконував обов'язки голови уряду країни.
Габровський розпочав свою політичну діяльність як національний соціаліст, створивши власну групу (Ратнитси Напредука на Булгарстината). Група відзначалась особливими антисемітськими поглядами та зв'язками з нацистською Німеччиною.
Габровський приєднався до складу кабінету Богдана Філова 1940 року та був призначений міністром внутрішніх справ.
Після смерті царя Бориса III Габровський виконував обов'язки прем'єр-міністра між 9 та 14 вересня 1943 року. Його позиції були слабкими, тому він втратив посаду. Після приходу до влади комуністів був, як і багато інших болгарських політиків, засуджений та страчений.